# Ліпно (Ліпновський повіт)
Ліпно (пол. Lipno, нім. Leipe) — село в Польщі, у гміні Ліпно Ліпновського повіту Куявсько-Поморського воєводства.
Населення — 406 осіб (2011).
У 1975-1998 роках село належало до Бидгощського воєводства.

## Демографія
Демографічна структура станом на 31 березня 2011 року:
|          | Загалом | Допрацездатний вік | Працездатний вік | Постпрацездатний вік |
| -------- | ------- | ------------------ | ---------------- | -------------------- |
| Чоловіки | 185     | 43                 | 126              | 16                   |
| Жінки    | 221     | 58                 | 117              | 46                   |
| Разом    | 406     | 101                | 243              | 62                   |